# Grupa Krzysztofa Radziwiłła (młodszego)

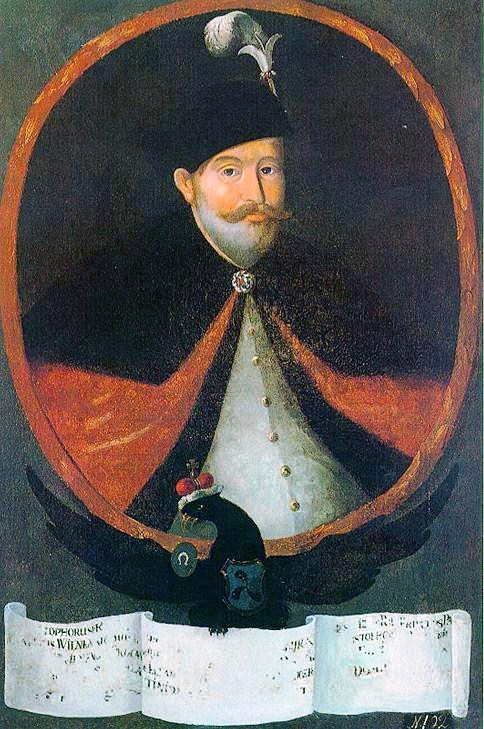
Krzysztof Radziwiłł

Grupa Krzysztofa Radziwiłła (młodszego) – zgrupowanie wojskowe pod dowództwem Krzysztofa Radziwiłła (młodszego) herbu Trąby.
Grupa odegrała kluczowe znaczenie podczas wojny smoleńskiej z Rosją (1632–1634), funkcjonując równorzędnie względem armii królewskiej (nie wchodziła w jej skład).

## Stan na 1 września 1633

### Jazda

#### Husaria
- Chorągiew husarska litewska Krzysztofa Radziwiłła (młodszego) – 200
- Chorągiew husarska litewska Lwa Sapiehy – 200
- Chorągiew husarska litewska Pawła Jana Sapiehy – 120
- Chorągiew husarska litewska Tomasza Sapiehy – 120
- Chorągiew husarska litewska G. Sienkiewicza - 120
- Chorągiew husarska litewska G. Mirskiego - 120
- Chorągiew husarska litewska J. Swotyńskiego - 120
- Chorągiew husarska litewska S. Komorowskiego - 100
- Chorągiew husarska litewska A. Pokirskiego - 100

Razem huzarów (koni): 1200.

#### Rajtaria
- rota rajtarska litewska Mikołaja Abrahamowicza - 200
- 2 roty rajtarskie litewskie Henryka Szmelinga - 300

Razem rajtarów (koni): 500.

#### Kozacy
- 2 chorągwie kozackie Krzysztofa Radziwiłła (młodszego) – 400
- Chorągiew kozacka JKM por. Wojna - 120
- Chorągiew kozacka K. Kleczkowskiego - 120
- Chorągiew kozacka A. Pawłowicza - 120
- Chorągiew kozacka J. Owerkiewicza - 120
- Chorągiew kozacka S. Smólskiego - 120
- Chorągiew kozacka S. Abrahamowicza - 140
- Chorągiew kozacka S. Godebskiego - 100

Razem Kozaków: 1240.

#### Kozacy kwarciani Piaseczyńskiego
20 rot - 2000.

#### Dragonia
- 2 roty gwardii JKM - 300
- rota dragońska litewska Krzysztofa Radziwiłła (młodszego) – 200
- rota dragońska litewska Olgierda Kwitynga - 100

Razem dragonii: 600.

#### Razem jazdy
4940.

### Piechota

#### Piechota autoramentu cudzoziemskiego
- 4 roty pułku Abramowicza - 600
- 2 roty Olgierda Kwitynga - 300
- rota K. Zolderbacha - 200
- rota F. Hernkena - 200

Razem piechurów autoramentu cudzoziemskiego: 1300.

#### Piechota autoramentu narodowego
- 2 roty Krzysztofa Radziwiłła - 200
- rota Kleczkowskiego - 100
- rota P. Podłeckiego - 200
- rota R. Narajemskiego - 200
- rota A. Rudzkiego - 100

Razem piechurów autoramentu narodowego: 800.

#### Razem piechoty
2100.

### Razem całej grupy
7640.